# カール・ヴァン・ヴェクテン

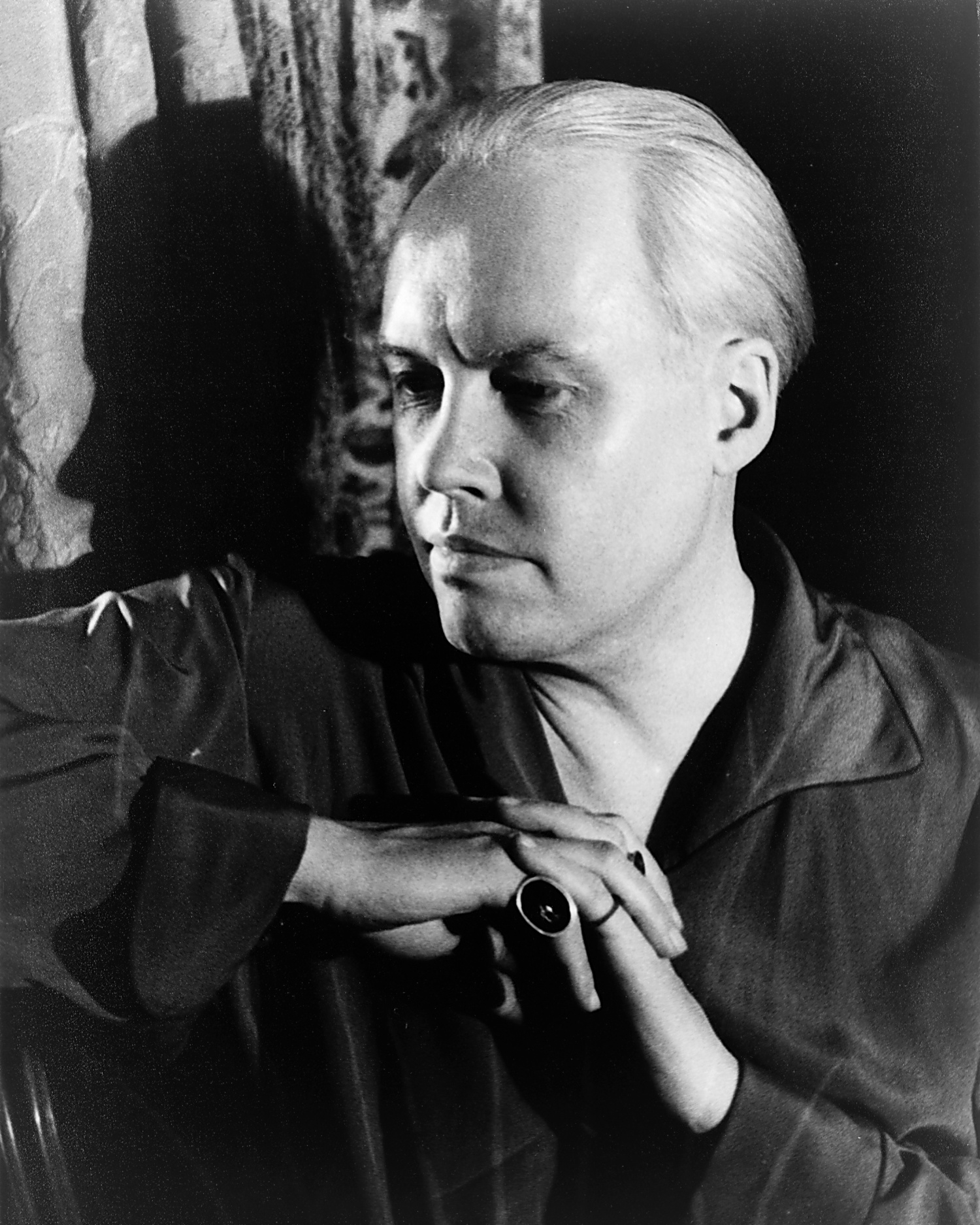
カール・ヴァン・ヴェクテン
1934年自身による撮影

カール・ヴァン・ヴェクテン（Carl Van Vechten, 1880年6月17日 - 1964年12月21日）は、アメリカ合衆国の作家、写真家。ハーレム・ルネサンス期においてはパトロンとして活躍した。ガートルード・スタインの遺著管理者でもある。

## 生涯
ヴァン・ヴェクテンは1880年にアイオワ州シーダーラピッズで、オランダ系移民の子として生まれた。シカゴ大学を1903年に卒業した彼は1906年にニューヨークへと移りジャーナリストとして働いた。一回目の結婚が短期間のうちに失敗に終わった後、1914年に女優のファニア・マリノフ（Fania Marinoff）と結婚した。
1915年から1920年にかけて出版されたヴェクテンの著作は音楽や文学の分野における様々な主題に注目した評論などであった。クノップ（Knopf）社からは7冊の小説が出版されている。
ヴァン・ヴェクテンは黒人作家、芸術家へ関心を持っていた。1920年代に始まったハーレム・ルネサンス期においては、ラングストン・ヒューズ、ワレス・サーマン（Wallace Thurman）、リチャード・ライトなど多くの才能ある人物を発掘し紹介している。1926年に出版された彼自身の小説『ニガー・ヘヴン』は大きな議論を巻き起こし、ボストンでは禁止された。同年には黒人シンガーを取り上げたエッセイ『ニグロ・ブルース・シンガーズ（Negro Blues Singers）』もバニティ・フェアから出版されている。
1930年代に入るとヴァン・ヴェクテンの興味は写真へと移っていった。この記事内に示した以外で彼が被写体とした著名人には、ホルスト・P・ホルスト、ジョージア・オキーフ、ベッシー・スミス、アルフレッド・スティーグリッツ、サルバドール・ダリなどがいる（ウィキメディア・コモンズを参照のこと）。
ガートルード・スタインと出会ったのは1913年のフランスパリでのことだった。彼らは生涯を通して連絡を取り合い、スタインの死に際して彼女はヴァン・ヴェクテンを遺著管理者（literary executor）に指名している。彼女が残した未発表作品の一部はヴァン・ヴァクテンの手により編集、出版された。
1930年代以後になるとヴァン・ヴェクテンはほとんど自著を発表しなくなった。彼の著した原稿や手紙類の多くは現在イェール大学のバイネッキ図書館に保管されている。
ファニア・マリノフとの結婚は彼の死まで続いていたが、彼はホモセクシャルでもあった。死後25年間の開封禁止が指示されていた関連書類を25年後に調査したところ、ホモセクシュアルに関係する書類、写真などが発見されている。
ヴァン・ヴェクテンは84歳でニューヨークにおいて死去した。

## 作品
- Music After the Great War (1915)
- Music and Bad Manners (1916)
- Interpreters and Interpretations (1917)
- The Merry-Go-Round (1918)
- The Music of Spain (1918)
- In the Garret (1919)
- The Tiger in the House (1920)
- Lords of the Housetops (1921)
- Peter Whiffle (1922)
- The Blind Bow-Boy (1923)
- The Tattooed Countess (1924)
- Red (1925)
- Firecrackers (1925)
- Excavations (1926)
- Nigger Heaven (1926)
- Spider Boy (1928)
- Parties (1930)
- Feathers (1930)
- Sacred and Profane Memories (1932)

## ギャラリー

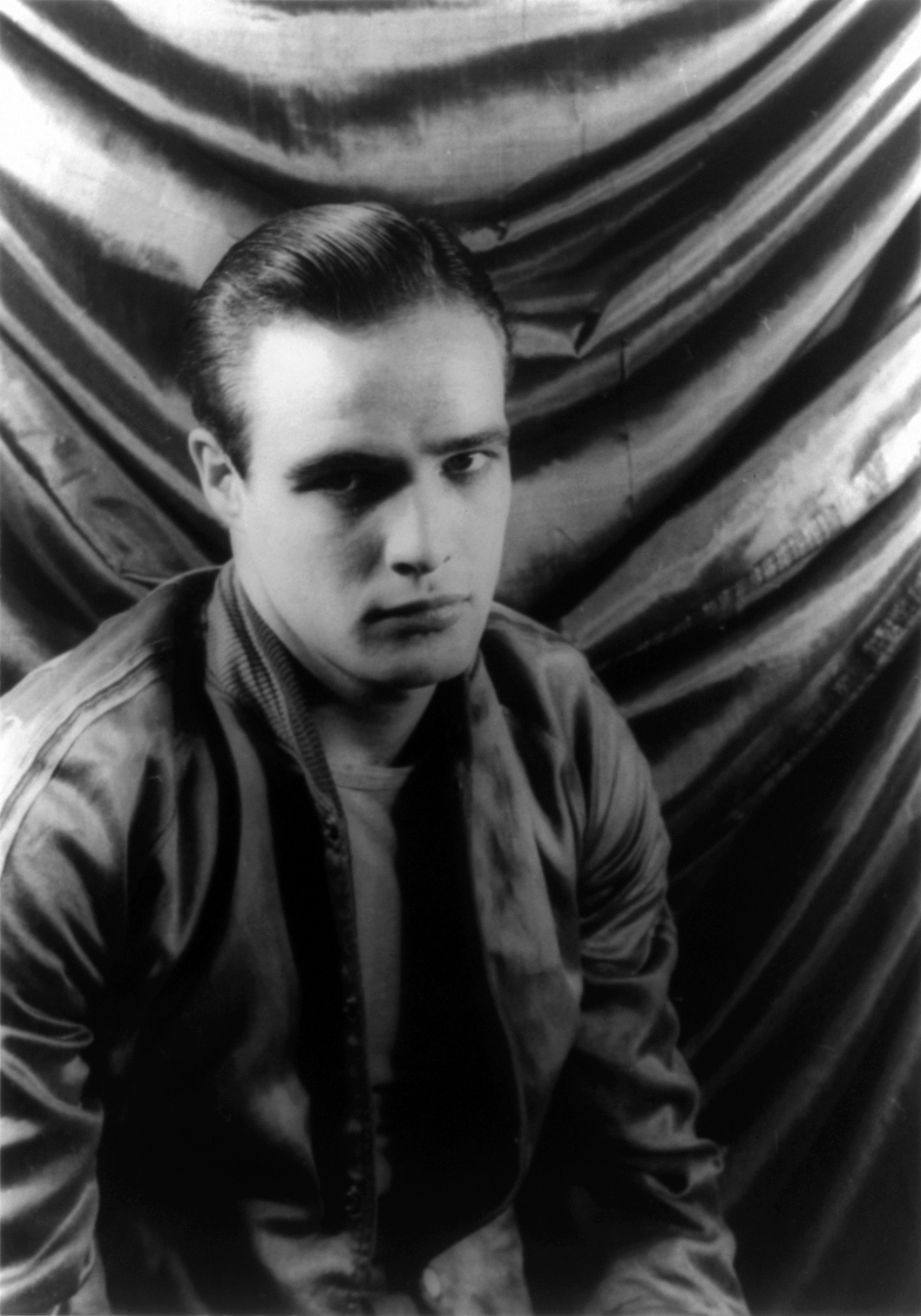
マーロン・ブランド 1948年撮影
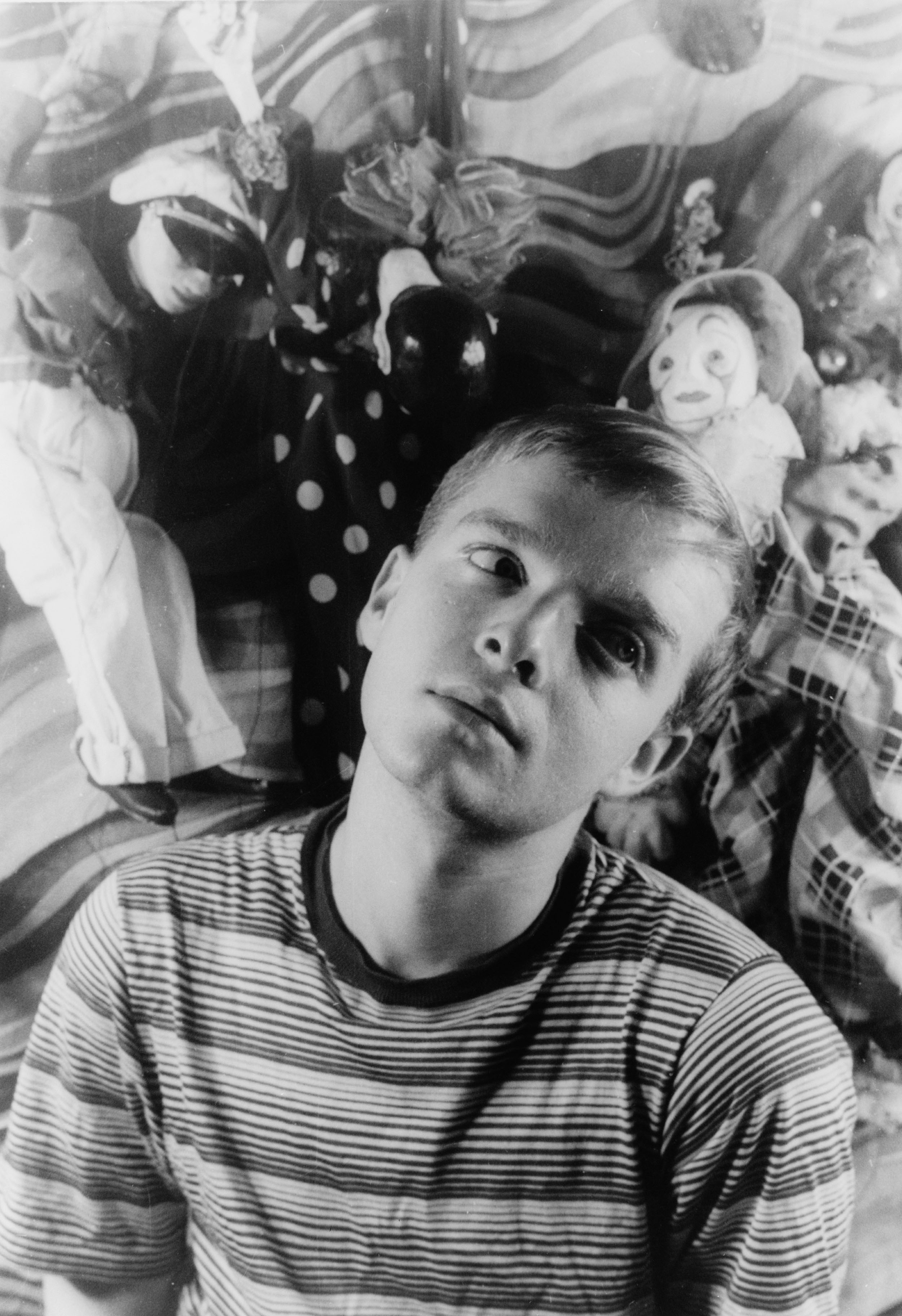
トルーマン・カポーティ 1924年撮影
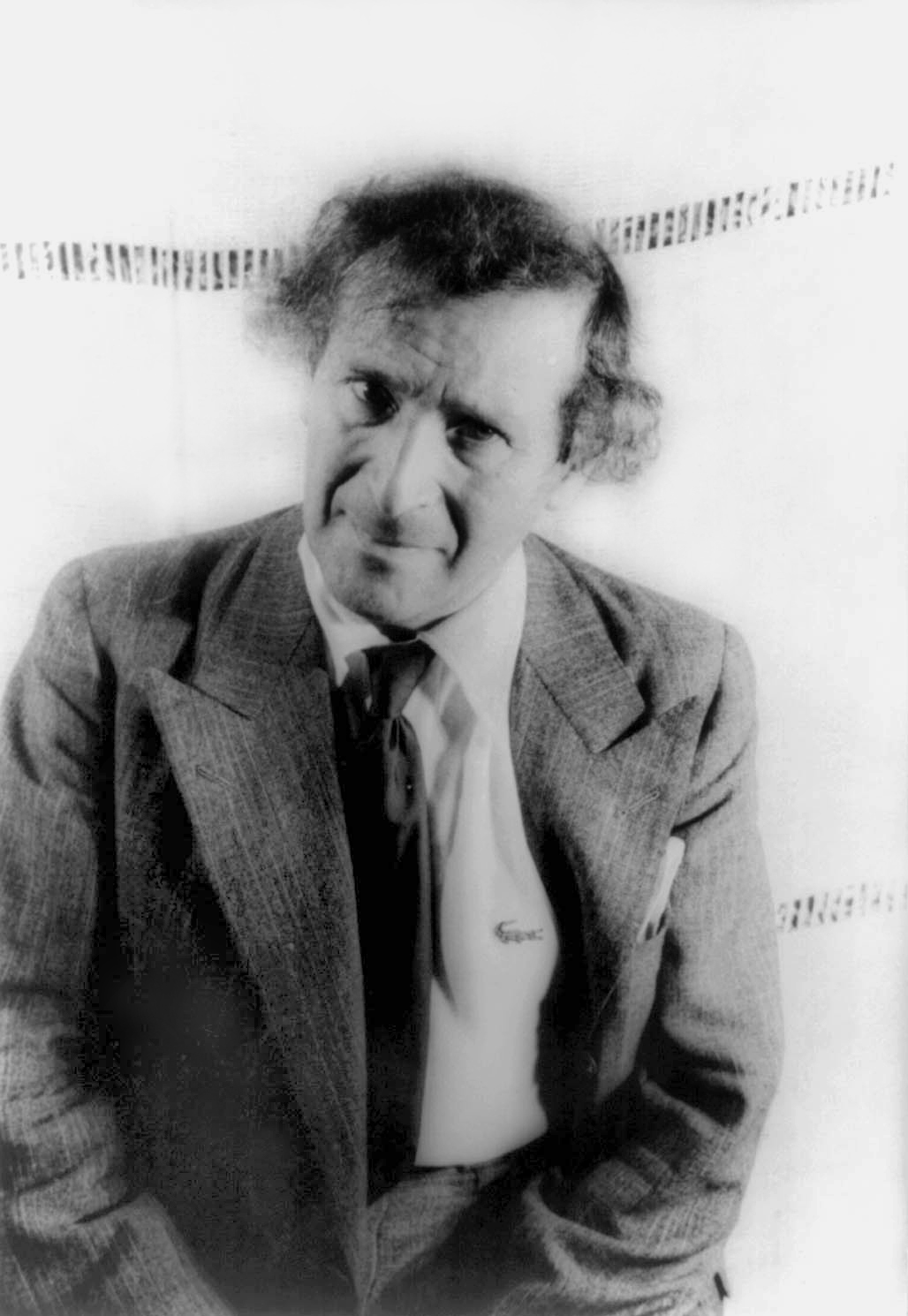
マルク・シャガール 1941年撮影
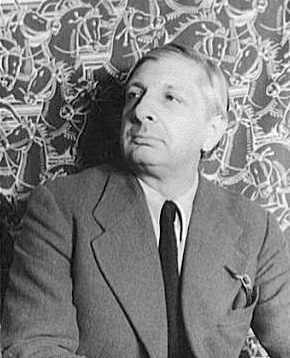
ジョルジョ・デ・キリコ 1936年撮影
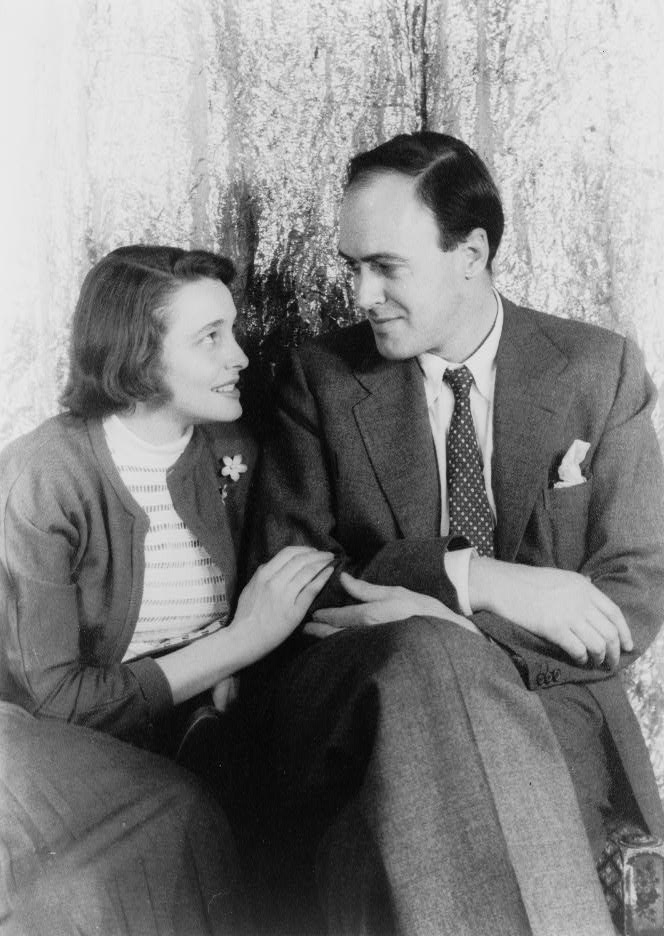
パトリシア・ニールとロアルド・ダール 1954年撮影
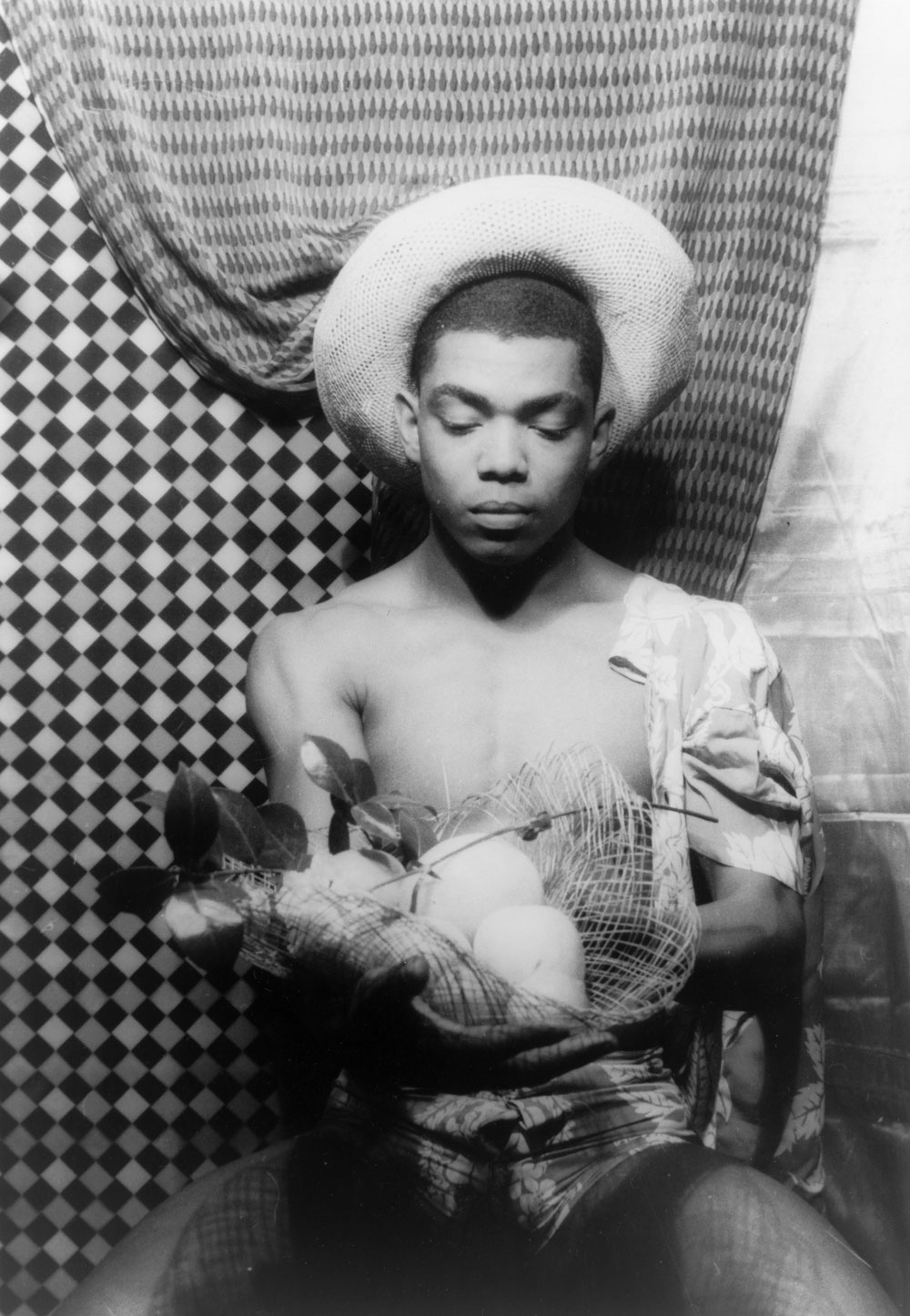
アルヴィン・エイリー（英語版） 1955年撮影
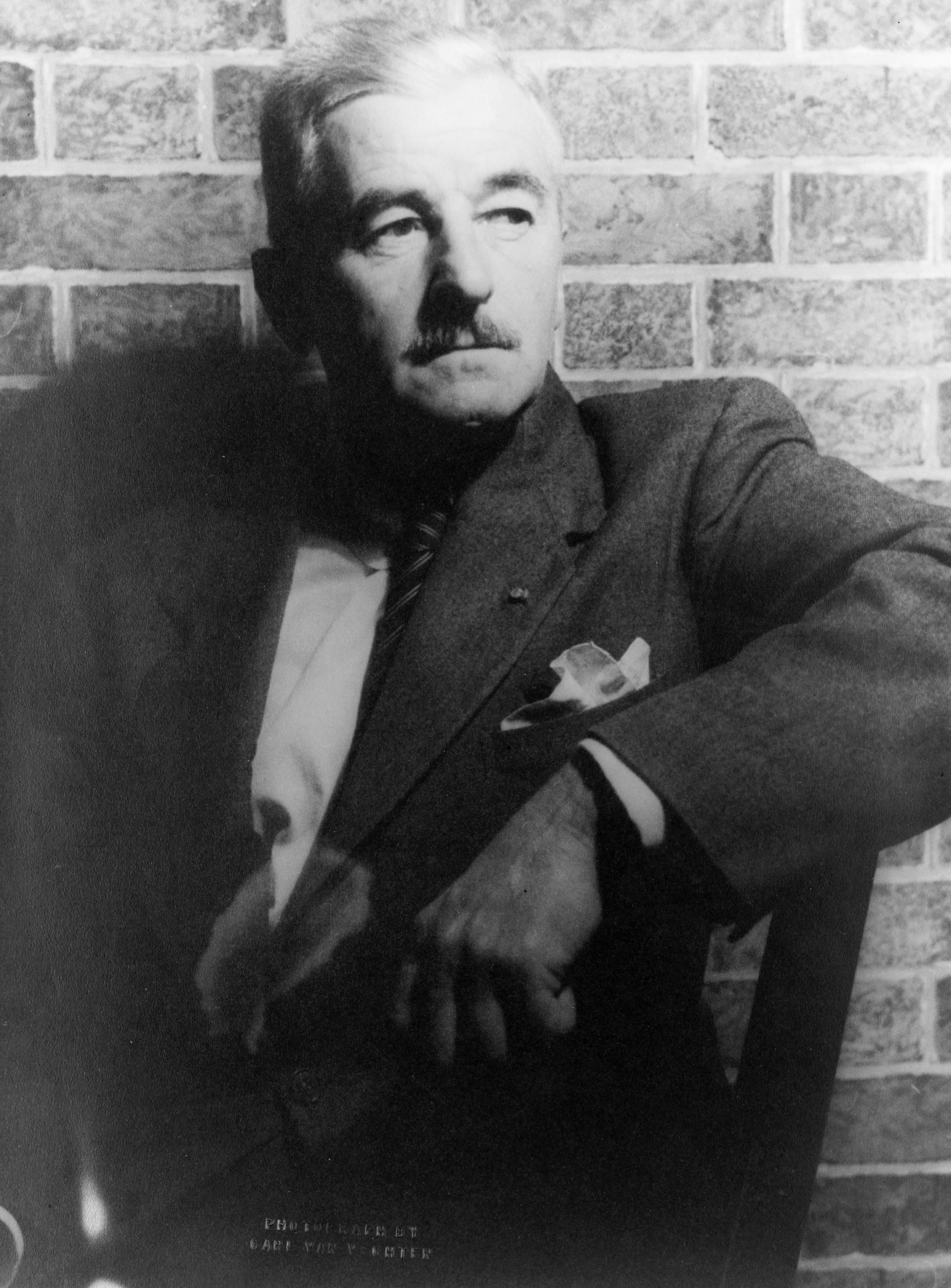
ウィリアム・フォークナー 1954年
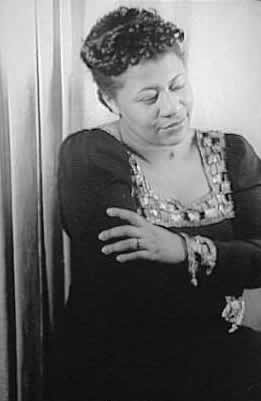
エラ・フィッツジェラルド 1940年撮影
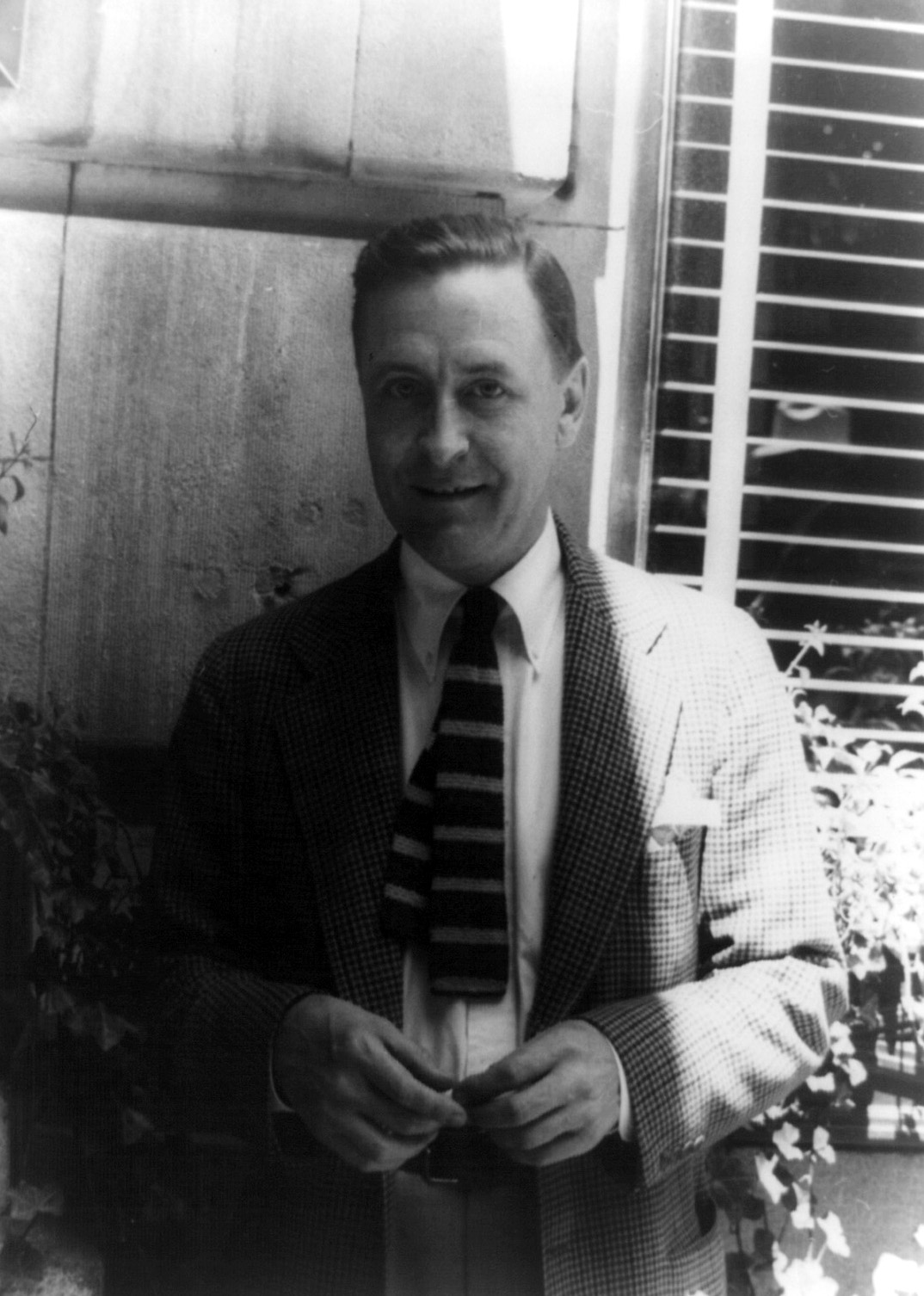
F・スコット・フィッツジェラルド 1937年6月撮影
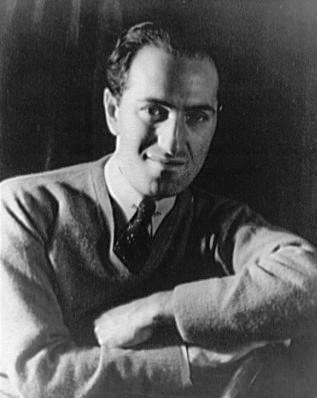
ジョージ・ガーシュウィン 1937年撮影
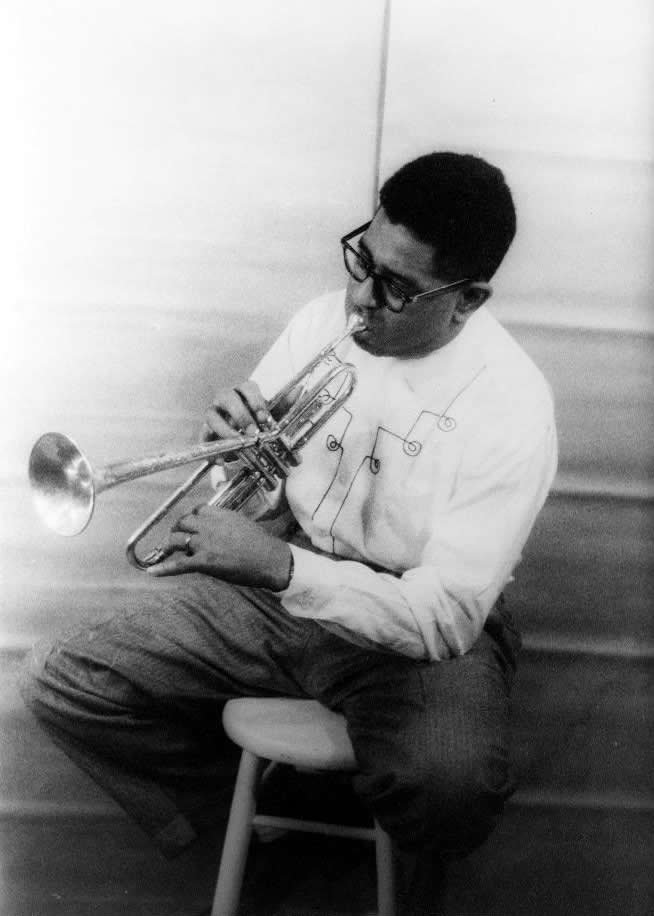
ディジー・ガレスピー 1955年撮影
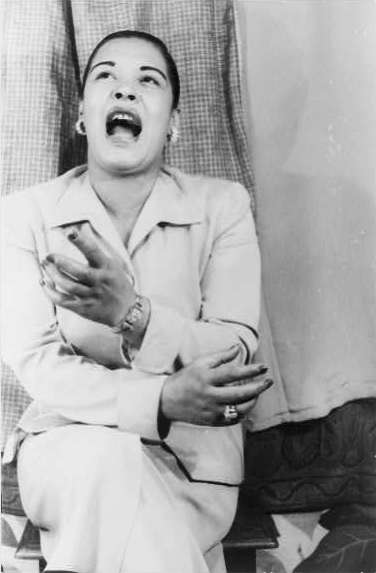
ビリー・ホリデイ 1949年撮影
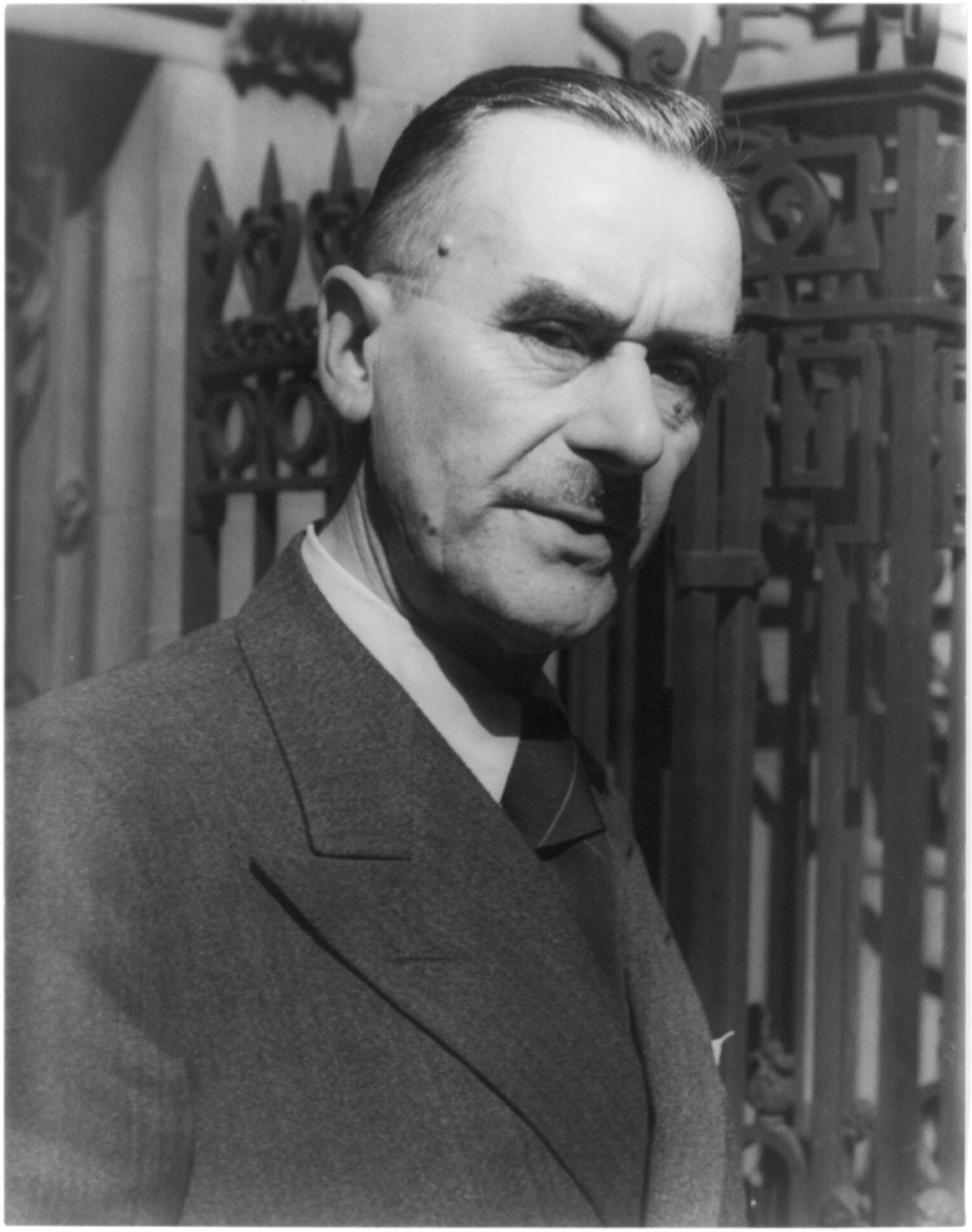
トーマス・マン 1937年撮影
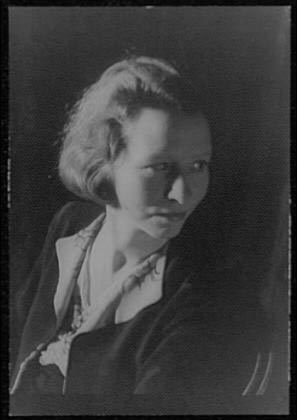
エドナ・ミレイ 1933年撮影
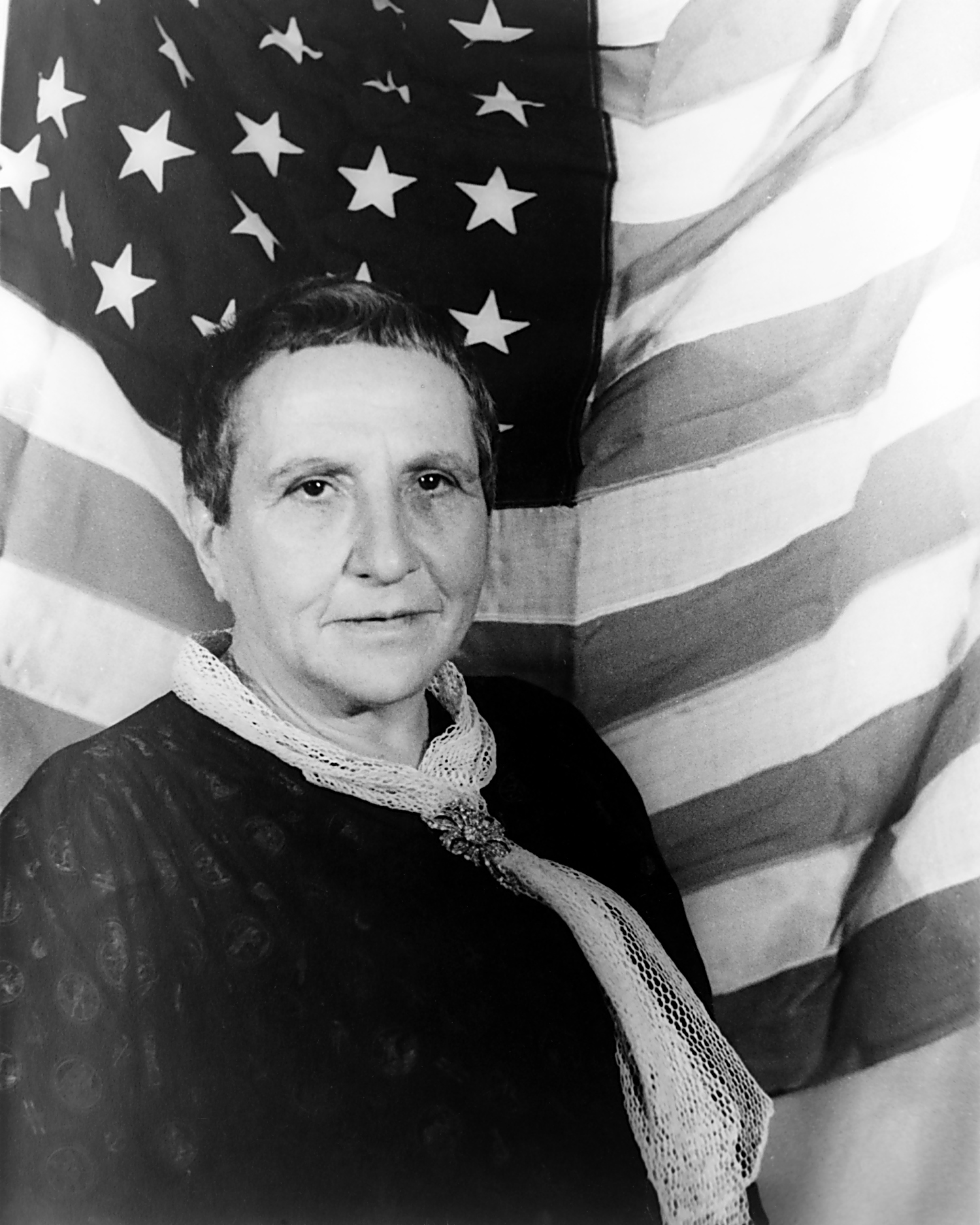
ガートルード・スタイン 1935年1月撮影
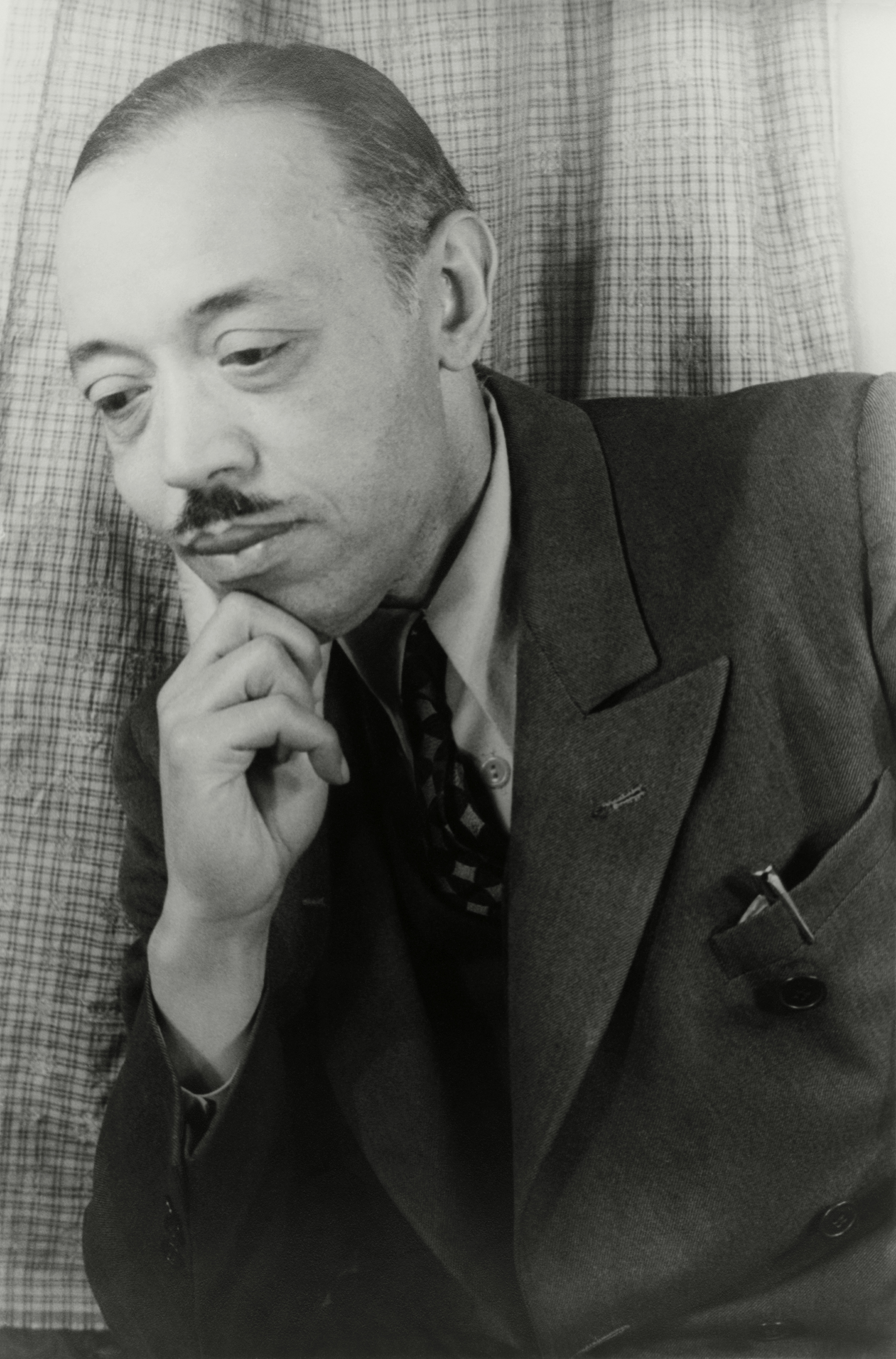
ウィリアム・グラント・スティル 1949年撮影
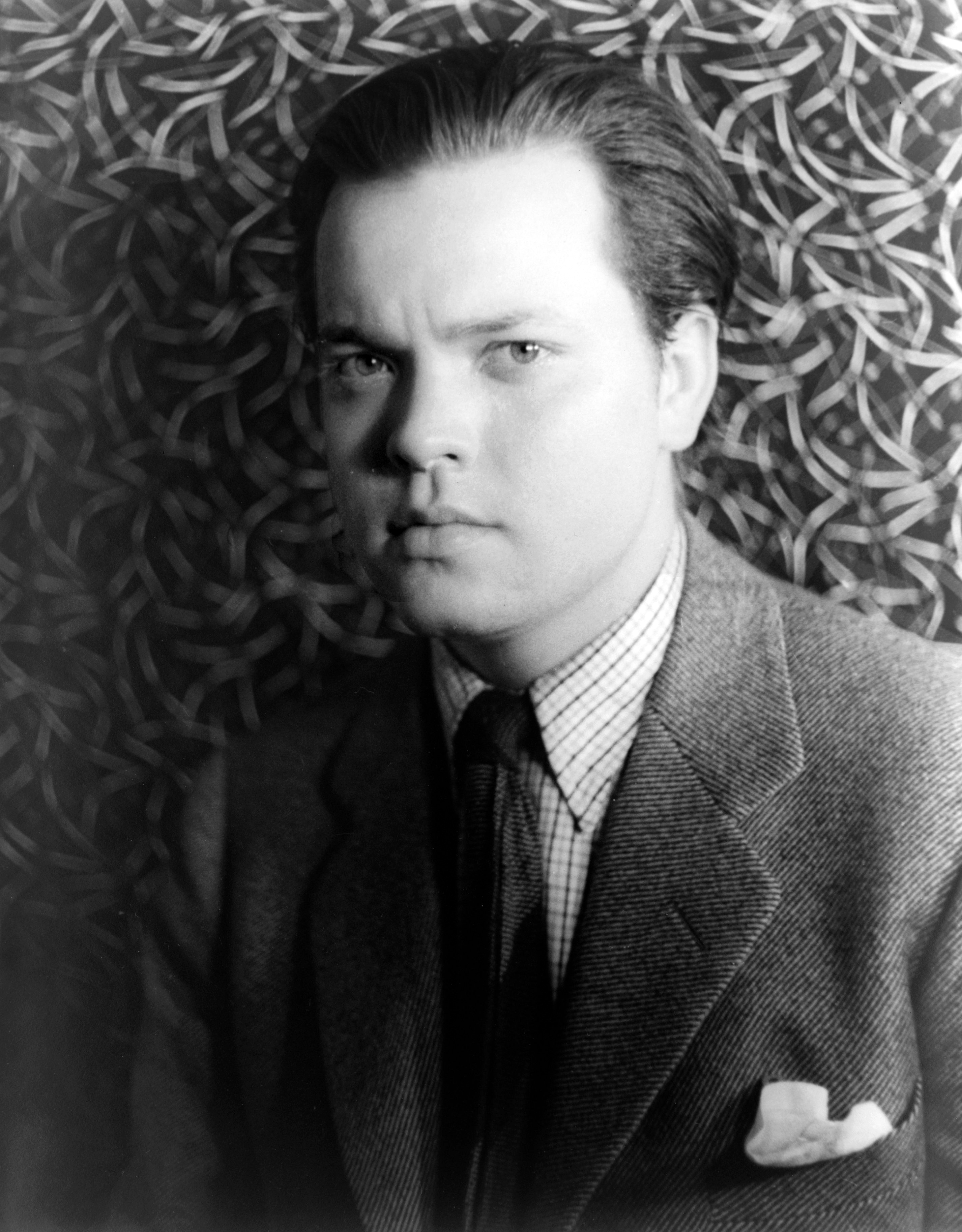
オーソン・ウェルズ 1937年
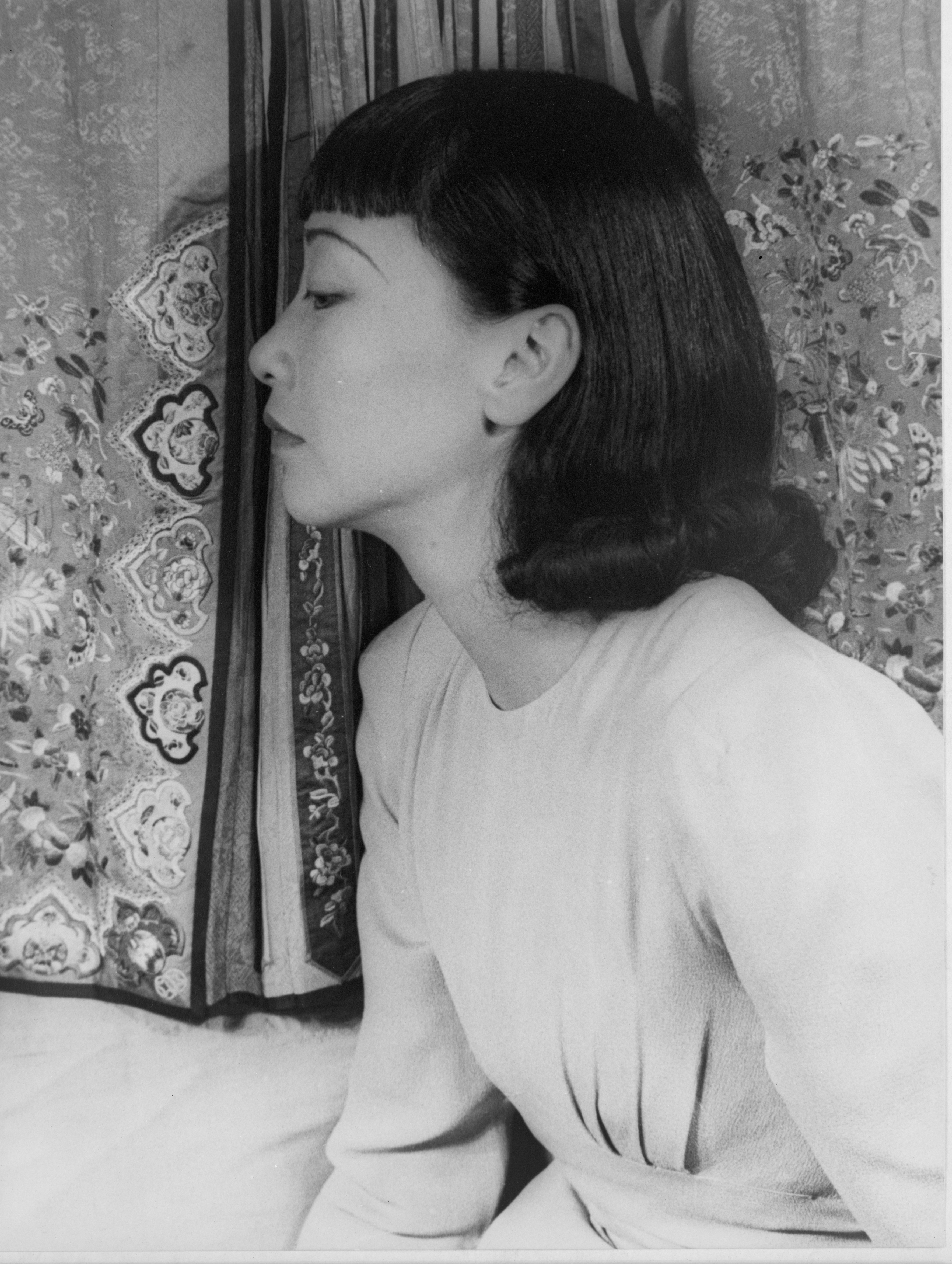
アンナ・メイ・ウォン 1939年

## 評論
- Kellner, Bruce (1968). Carl Van Vechten and the Irreverent Decades. Norman: University of Oklahoma Press. ISBN 0806108088
- Kellner, Bruce (Ed.) (1980). A Bibliography of the Work of Carl Van Vechten. Westport: Greenwood Press. ISBN 0-313-20767-4
- Kellner, Bruce (Ed.) (1987). Letters of Carl Van Vechten. New Haven: Yale University Press. ISBN 0300039077

## 日本語訳
- 『ニガー・ヘヴン』三宅美千代訳、未知谷、2016年